# Bariogenesi
In cosmologia la bariogenesi è un processo che diede luogo alla formazione di barioni nel periodo immediatamente successivo all'inflazione cosmica, nei primi istanti del Big Bang.
Fu resa possibile dalla cosiddetta asimmetria barionica, ovvero un'asimmetria tra materia e antimateria, con conseguente sopravvivenza alla annichilazione di una quota di materia residua che costituisce l'universo attuale. La ragione di tale asimmetria è uno dei problemi irrisolti della fisica. I tentativi di spiegazione coinvolgono alcune sue branche, come la teoria quantistica dei campi e la fisica statistica, e la loro differenza fondamentale sta nella descrizione delle interazioni tra le particelle elementari.
Il processo della bariogenesi fu immediatamente seguito da quello della nucleosintesi primordiale, molto meglio compreso, dal quale si formarono i primi nuclei atomici.